# Eugène Ribère
Eugène Ribère fou un jugador de rugbi a 15 nordcatalà, nascut el 14 de juny del 1902 a Tuïr (Rosselló), procedent d'una família d'agricultors. Es guanyà la vida treballant de comerciant i morí el 22 de març del 1988.
Jugava com a ala de tercera línia (amb una alçada de 188 cm i 90 kg. de pes) i va ser, a la vegada, un gran atacant i un defensor intractable, sempre d'una correcció exemplar.
Aconseguí la proesa de ser retingut per la selecció francesa durant deu anys, en un període en què no era habitual jugar més de quatre o cinc anys consecutius a la selecció.
Al seu poble natal, el camp de rugbi de la US Thuirinoise, duu el seu nom.